# Richard Benjamin
Richard Benjamin (Nova Iorque, 22 de maio de 1938) é um actor e realizador norte-americano.

## Filmografia
- 2006 - A little thing called murder (TV)
- 2004 - The Goodbye girl (TV)
- 2003 - Marci X
- 2001 - The Shrink is in
- 2001 - Laughter on 23rd floor (TV)
- 2001 - The Sports pages (TV)
- 1998 - Tourist trap (TV)
- 1998 - The Pentagon wars (TV)
- 1996 - Mrs. Winterbourne
- 1994 - Milk money
- 1993 - Made in America
- 1990 - Mermaids
- 1990 - Downtown
- 1988 - My stepmother is an alien
- 1988 - Little Nikita
- 1986 - The Money pPit
- 1984 - City Heat
- 1984 - Racing with the Moon
- 1982 - My Favorite Year
- 1975 - The Sunshine Boys
- 1973 - Westworld
- 1970 - Diary of a Mad Housewife
- 1969 - Goodbye, Columbus

## Prémios e nomeações
- Recebeu uma nomeação ao Globo de Ouro de Melhor Actor - Comédia/Musical, por "Diary of a Mad Housewife" (1970).
- Ganhou o Globo de Ouro de Melhor Actor Secundário, por "The sunshine boys" (1975).